# Catch 23/Hellhole
Catch 23/Hellhole è un EP del gruppo Hardcore punk Charged GBH.

## Tracce
1. Catch 23
2. Hellhole

## Formazione
- Colin Abrahall  - voce
- Colin Blyth - chitarra
- Ross Lomas - basso
- Andrew Williams - batteria